# Coda lunga

La coda lunga, visualizzata in colore giallo.

L'espressione coda lunga, nota anche con il nome inglese long tail, è stata coniata da Chris Anderson in un articolo dell'ottobre 2004 su Wired Magazine per descrivere un modello economico e commerciale, usato ad esempio da Amazon e Netflix, nel quale i ricavi vengono ottenuti non solo con la vendita di molte unità di pochi oggetti (i best seller), ma anche vendendo pochissime unità di tantissimi oggetti diversi.
Il termine è anche utilizzato comunemente nelle scienze statistiche, ad esempio per definire modelli di distribuzione della ricchezza e di usi lessicali.
In queste distribuzioni una popolazione ad alta frequenza (o ampiezza) è seguita da una popolazione a bassa frequenza (o ampiezza), che diminuisce gradatamente (tail off).
Ad esempio, applicando il concetto di coda lunga all'editoria, se la curva rappresentasse il mercato delle riviste di enigmistica, una rivista generalista con un milione di lettori si troverebbe nella porzione verde della curva, tutto il resto (porzione gialla) rappresenterebbe la coda lunga in cui potrebbero esserci migliaia di riviste di nicchia. (Magari più specializzate) con pochi lettori ciascuna; la somma dei lettori di queste potrebbe addirittura superare il totale dei lettori della rivista leader del mercato. Questo significa teoricamente che un editore potrebbe produrre molte riviste di enigmistica con pochi lettori ed avere abbastanza profitti, forse anche di più di un altro che invece pubblica solo la rivista leader del mercato. Nella lunga coda infatti potrebbe circolare più denaro che nella testa. 

 Se questa strategia è difficile da applicare nel mondo dell'editoria cartacea, dove ci sono molti costi di produzione e di stampa collegati ad economie di scala, é invece molto più probabile che si possa applicare nel mondo del web dove la produzione editoriale può avvenire a costo più contenuto e non è vincolata al raggiungimento di economie di scala industriali. In sostanza i media digitali consentono di mantenere basso il costo editoriale, rendendo quindi attuabile (e in alcuni casi vincente) la realizzazione di prodotti di nicchia. Nell'editoria del web quindi un editore potrebbe avere più successo collocandosi nella lunga coda del mercato, piuttosto che puntando alla testa e quindi facendo molti prodotti di nicchia, anziché pochi di massa.

## Coda lunga ed economia del web
Un dipendente di Amazon ha descritto la coda lunga nei seguenti termini: "Oggi abbiamo venduto più libri tra quelli che ieri non sono affatto andati venduti rispetto a quelli che ieri sono andati venduti". Analogamente, Wikipedia, pubblicata dagli utenti della rete, conta un grande numero di voci di bassa popolarità, che collettivamente generano più traffico rispetto al numero limitato di voci molto popolari presenti in un'enciclopedia convenzionale come l'Encyclopædia Britannica.
La coda lunga presenta implicazioni destinate a influenzare la cultura e la politica. Ove i costi di magazzino e distribuzione sono elevati, vengono venduti solo i prodotti più popolari. Ove al contrario la coda lunga funziona, i gusti delle minoranze vengono soddisfatti e gli individui hanno maggiore possibilità di scelta. Nelle situazioni in cui la popolarità è determinata dal minimo comune denominatore, un modello a coda lunga può generare un miglioramento del livello culturale della società.
La televisione ne rappresenta un ottimo esempio. Le stazioni tv hanno spazi limitati, quindi il costo di acquisizione di ciascuno spazio è elevato; le stazioni pertanto scelgono programmi che garantiscono il massimo ascolto. Tuttavia, con la crescita del numero di stazioni tv e con la distribuzione dei programmi su canali digitali, la scelta dei programmi tv aumenta e con essa la diversificazione culturale.
Alcune delle aziende internet devono il loro successo allo sfruttamento del principio della coda lunga nel loro modello economico. Tra le grandi compagnie spiccano eBay (aste), Yahoo! e Google (motori di ricerca), Amazon.com (vendita al dettaglio) e iTunes Store (musica e podcast), seguite da imprese minori quali Audible (audiolibri) e Netflix (videonoleggio).
Spesso presentato come un fenomeno che investe principalmente i rivenditori di prodotti di massa e aziende che operano sul web, il modello coda lunga si ripercuote anche sui produttori di contenuti, in particolare su quelli i cui prodotti – per motivi economici – erano tagliati fuori dai canali di distribuzione pre-internet controllati dalle case editrici, dalle case discografiche, dalle case di produzione cinematografiche e dalle reti televisive. Dal punto di vista dei produttori, la coda lunga ha generato un fiorire di creatività in tutti i campi dell'ingegno umano.
In occasione di un meeting nell'autunno 1994, cui parteciparono tra gli altri Marc Andreessen (fondatore di Netscape), e diversi membri dello staff di Wired Magazine, Ken McCarthy, pioniere del commercio su internet e storico dei media, aveva affrontato il modello coda lunga dal punto di vista dei produttori. Dopo aver spiegato come l'industria mediatica pre-internet basasse le proprie iniziative di distribuzione e promozione su una filosofia economica che privilegiava la sicurezza e non su criteri di qualità o sulla potenziale durata della domanda, McCarthy espose una dettagliata previsione dell'impatto che – a suo giudizio – internet avrebbe avuto sulla struttura dell'industria dei media, la quale si è in seguito rivelata estremamente precisa, prefigurando molte delle idee che avrebbero trovato espressione nel popolare saggio di Anderson.

## Coda lunga e concorrenza
La coda lunga potrebbe mettere in pericolo numerose aziende affermate.
Prima che questo nuovo modello abbia modo di avviarsi, generalmente il mercato offre solo i prodotti più popolari. Quando i costi di magazzino e distribuzione diminuiscono, il ventaglio dei prodotti disponibili aumenta sensibilmente. Questo fenomeno, a sua volta, può provocare la riduzione della domanda per i prodotti di maggiore popolarità.
Ad esempio, aziende che producono contenuti web di largo consumo, come Yahoo! o CNET, possono essere messi in pericolo dall'affermarsi di siti web minori che propongono contenuti di nicchia di qualità migliore rispetto ai siti più grandi. La concorrenza rappresentata da questi siti nicchia è ridotta in virtù dei costi di produzione e mantenimento dei siti e dei loro contenuti e dal fastidio per l'utilizzatore di dover tener dietro a una miriade di fonti diverse. Tuttavia, questi handicap sono stati pressoché eliminati dalla disponibilità di software economici per la creazione e gestione dei siti e dalla diffusione dei feed RSS.